# 6399 Harada
6399 Harada (1991 GA) là một tiểu hành tinh vành đai chính được phát hiện ngày 3 tháng 4 năm 1991 bởi Seki, T. ở Geisei.